# هربرت بادلی
 هربرت بادلی (انگلیسی: Herbert Baddeley؛ زاده ۱۱ ژانویهٔ ۱۸۷۲ درگذشته ۲۰ ژوئیهٔ ۱۹۳۱) یک تنیس‌باز اهل بریتانیا بود.